# Megachile alamosana
Megachile alamosana är en biart som beskrevs av Mitchell 1934. Megachile alamosana ingår i släktet tapetserarbin, och familjen buksamlarbin. Inga underarter finns listade i Catalogue of Life.